# Adrià Figueras
Adrià Figueras Trejo  (født 31. august 1988 i Barcelona, Spanien) er en spansk håndboldspiller som spiller for BM Granollers og Spaniens herrehåndboldlandshold.
Han deltog under EM i håndbold 2020 i Sverige/Østrig/Norge.